# Achmad Faris Ardiansyah
Achmad Faris Ardiansyah (sinh ngày 3 tháng 7 năm 1993) là một cầu thủ bóng đá người Indonesia hiện tại thi đấu ở vị trí hậu vệ cho Sriwijaya.

## Sự nghiệp

### Persegres Gresik United
Achmad Fargia gia nhập để thi đấu tại Indonesia Soccer Championship A 2016. Anh ra mắt trước PS TNI ở vòng 3 Indonesia Soccer Championship với tư cách dự bị.